# Molí de la Lluna
El Molí de la Lluna és un molí fariner actualment en desús situat al Barranc de Mandor en la zona oest del terme municipal de L'Eliana (País Valencià), construït a finals del 1800 o primers del segle XX i amb un nivell de protecció parcial.
Este espai hidràulic estava format originàriament per diverses edificacions, una d'elles exempta d'una altura, i la resta de dues altures formant una planta en "U", modificat al llarg del temps. La teulada és majoritàriament de teula àrab a dues aigües. La configuració de l'edifici en planta dona lloc a un gran pati central interior que permetia les maniobres de les cavalleries que transportaven el gra. Pel nord de la parcel·la discorre petit curs d'aigua.
Ha rebut diverses aportacions econòmiques per part de la Diputació de València per a la conservació de l'edifici davant el perill d'esfondrament, així com la maquinària que conté, entre 2014 i 2017, uns 150.000 euros restaurant-se el 100% de la coberta.